# Battexey
Battexey là một xã, nằm ở tỉnh Vosges trong vùng Grand Est của Pháp. Xã này có diện tích 2,72 km², dân số năm 1999 là 30 người. Xã này nằm ở khu vực có độ cao trung bình 280 m trên mực nước biển.

## Biến động dân số
| 1962                                         | 1968 | 1975 | 1982 | 1990 | 1999 |
| -------------------------------------------- | ---- | ---- | ---- | ---- | ---- |
| 52                                           | 54   | 47   | 27   | 23   | 30   |
| Số liệu từ năm 1962: Dân số không tính trùng |      |      |      |      |      |